# آنتونیو دل آمو
آنتونیو دل آمو (انگلیسی: Antonio del Amo؛ ‏ ۹ سپتامبر ۱۹۱۱ – ۱۹ ژوئن ۱۹۹۱) نویسنده، کارگردان فیلم و تهیه‌کننده فیلم اهل اسپانیا بود.

از فیلم‌ها یا مجموعه‌های تلویزیونی که وی در آن‌ها نقش داشته است، می‌توان به روز به روز اشاره نمود.